# Peggy Lipton
Margaret Ann „Peggy“ Lipton (* 30. August 1946 in New York City; † 11. Mai 2019 in Los Angeles, Kalifornien) war eine US-amerikanische Schauspielerin.

## Leben
Margaret Ann Lipton wurde am 30. August 1946 in New York City in eine jüdische Familie der oberen Mittelschicht geboren. Sie arbeitete zunächst als Fotomodell. Mit 17 Jahren ging sie nach Hollywood und erhielt Gastrollen in mehreren Fernsehserien. Sie trat auch in verschiedenen Fernsehfilmen auf und war in Disneys Bürgerkriegsdrama Mosby’s Marauders an der Seite von Kurt Russell zu sehen.
1968 wurde sie als Hippie-Privatdetektivin in der Serie Twen-Police (The Mod Squad) bekannt, die bis zum Jahr 1973 lief. Als Peggy Lipton 1974 den Musiker Quincy Jones heiratete, beendete sie ihre Karriere zunächst und trat nur noch einmal in Return of the Mod Squad auf. Nach ihrer Scheidung von Quincy Jones 1987 war sie aber wieder in vielen Fernsehserien wie Twin Peaks und Alias – Die Agentin zu sehen. 1991 spielte sie eine Rolle in Michael Jacksons Musikvideo Black or White. Zuletzt trat sie 2017 in neuen Folgen von Twin Peaks in Erscheinung, in der sie erneut die Figur der Imbissbesitzerin Norma Jennings spielte. Ihr Schaffen umfasst annähernd 50 Film- und Fernsehproduktionen.
Lipton wurde jeweils viermal für den Golden Globe und den Emmy Award nominiert. 1971 erhielt sie bei der Leserwahl der Jugendzeitschrift Bravo den Goldenen Bravo Otto als Bester weiblicher Fernsehstar. 1972 bekam sie den Golden Globe als Beste Schauspielerin in einem Drama für Twen-Police.
Sie war die Schwester des Schauspielers Robert Lipton. Mit Quincy Jones zusammen hatte sie zwei Töchter, Kidada und Rashida, die ebenfalls als Schauspielerinnen aktiv sind. Lipton starb im Mai 2019 im Alter von 72 Jahren an den Folgen einer Krebserkrankung.

## Filmografie (Auswahl)

### Fernsehserien
- 1966: Die Leute von der Shiloh Ranch (The Virginian, eine Folge)
- 1967: FBI (The F.B.I., eine Folge)
- 1968–1973: Twen-Police (The Mod Squad, 121 Folgen)
- 1990–1991, 2017: Twin Peaks (29 Folgen)
- 1994: Überflieger (Wings, eine Folge)
- 2000: Popular (vier Folgen)
- 2004: Alias – Die Agentin (Alias, drei Folgen)
- 2007: Rules of Engagement (eine Folge)
- 2009: L.A. Crash (vier Folgen)
- 2012: House of Lies (eine Folge)
- 2014: Psych (eine Folge)
- 2016: Angie Tribeca (Folge 2x10)

### Spielfilme
- 1968: Inferno am Fluß (Blue)
- 1988: Die jungen Krieger (War Party)
- 1988: Ghettobusters (I’m Gonna Git You Sucka!)
- 1988: Der kleine lila Menschenfresser (Purple People Eater)
- 1989: Kinjite – Tödliches Tabu (Kinjite: Forbidden Subjects)
- 1990: Ich liebe einen Frauenmörder (Fatal Charm)
- 1991: Der große Blonde mit dem schwarzen Fuß (True Identity)
- 1992: Twin Peaks – Der Film (Twin Peaks: Fire Walk with Me)
- 1994: Tödliche Fantasien (The Spider and the Fly)
- 1994: Hochzeit des Todes (Deadly Vows)
- 1997: Postman (The Postman)
- 1999: Mod Squad – Cops auf Zeit (The Mod Squad)
- 2000: Mittendrin und voll dabei (Skipped Parts)
- 2010: When in Rome – Fünf Männer sind vier zuviel (When in Rome)
- 2017: Bailey – Ein Freund fürs Leben (A Dog’s Purpose)